# Violaksantin deepoksidaza
Violaksantin deepoksidaza (EC 1.10.99.3, VDE) je enzim sa sistematskim imenom violaksantin:askorbat oksidoreduktaza. Ovaj enzim katalizuje sledeću hemijsku reakciju
violaksantin + 2 L-askorbat {\displaystyle \rightleftharpoons } zeaksantin + 2 L-dehidroaskorbat + 22O (sveukupna reakcija)
(1a) violaksantin + -askorbat {\displaystyle \rightleftharpoons } anteraksantin + -dehidroaskorbat + 2O
(1b) antheraksantin + -askorbat {\displaystyle \rightleftharpoons } zeaksantin + -dehidroaskorbat + 2O
Zajedno sa EC 1.14.13.90, zeaksantinskom epoksidazom, ovaj enzim formira deo ksantofilnog (ili violaksantinskog) ciklusa za kontrolu koncentracije zeaksantina u hloroplastima.

## Literatura
- Nicholas C. Price; Lewis Stevens (1999). Fundamentals of Enzymology: The Cell and Molecular Biology of Catalytic Proteins (Third изд.). USA: Oxford University Press. ISBN 019850229X.
- Eric J. Toone (2006). Advances in Enzymology and Related Areas of Molecular Biology, Protein Evolution (Volume 75 изд.). Wiley-Interscience. ISBN 0471205036.
- Branden C; Tooze J. Introduction to Protein Structure. New York, NY: Garland Publishing. ISBN 0-8153-2305-0.
- Irwin H. Segel. Enzyme Kinetics: Behavior and Analysis of Rapid Equilibrium and Steady-State Enzyme Systems (Book 44 изд.). Wiley Classics Library. ISBN 0471303097.

## Spoljašnje veze
- Violaxanthin+de-epoxidase на 